# Patricia McBride
Patricia McBride (Teaneck, 23 agosto 1942) è una ballerina e docente statunitense,  che ha trascorso quasi 30 anni a ballare con il New York City Ballet.

## Biografia
McBride entrò al New York City Ballet nel 1959. Diventò ballerina principale nel 1961, divenendo la ballerina principale più giovane della compagnia.
Nei 30 anni trascorsi a ballare con la compagnia ha avuto numerosi ruoli creati per lei da George Balanchine come: Hermia in A Midsummer Night's Dream; Tarantella; Colombina in Harlequinade; il ruolo di ballerina nell'Intermezzo del Brahms-Schoenberg Quartet; Rubies; Who Cares? ("The Man I Love" pas de deux e "Fascinatin' Rhythm" solo); Divertimento da Le Baiser de la Fée; Swanilda in Coppélia; Pavane; la ballerina di carta in The Steadfast Tin Soldier; la Regina Pearly in Union Jack e la sezione "Voices of Spring" dei Vienna Waltzes.
Jerome Robbins ha creato ruoli per McBride in Dances at a Gathering (rosa), In the Night (terzo notturno), The Goldberg Variations, The Four Seasons (autunno) e Opus 19/The Dreamer, tra gli altri balletti. McBride è stata descritta nel film documentario A Portrait of Giselle.
McBride è stata onorata con una esibizione speciale del City Ballet il 4 giugno 1989 al New York State Theater del Lincoln Center di New York in occasione del suo pensionamento.
McBride è stata riconosciuta il 7 dicembre 2014 come destinataria del Kennedy Center Honors.
È direttore artistico associato e insegnante principale del Charlotte Ballet (North Carolina Dance Theatre). Lei, suo marito Jean-Pierre Bonnefoux e i due bambini risiedono a Charlotte, nella Carolina del Nord.